# Habarovszki híd
A Habarovszki híd (oroszul Хабаровский мост [Habarovszkij moszt]) kétszintes közúti és vasúti híd Oroszországban az Amur folyón, Habarovszk közelében.

## Története
Az 1916-ból való, mára lebontott vasúti híd mellett felépített új hidat 1999-ben adták át. A régi hidat 1921-ben a Vörös Hadsereg részben felrobbantotta, majd 4 év múlva újjáépítették.

## Képek

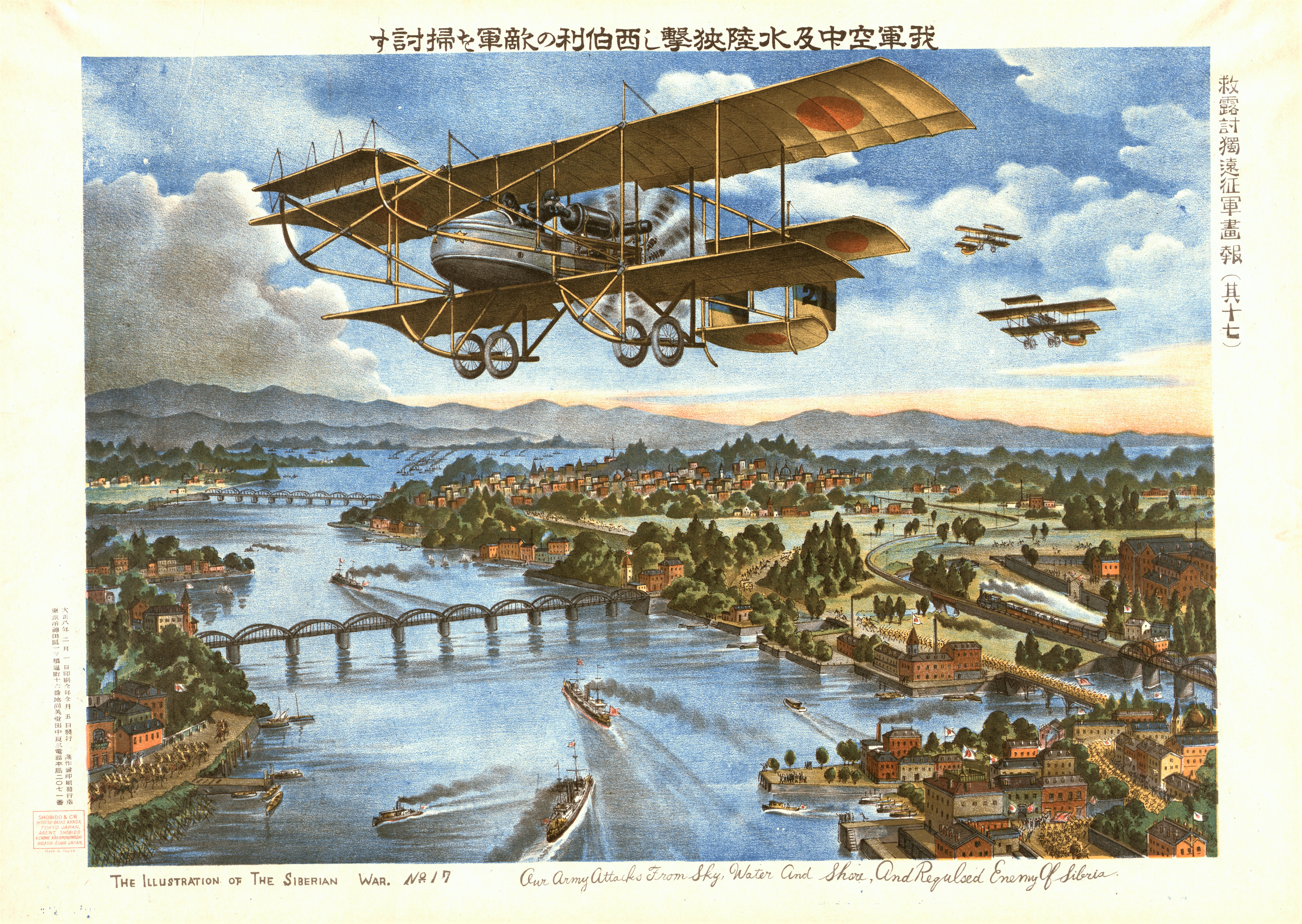
A habarovszki régi híd japán propagandaképen
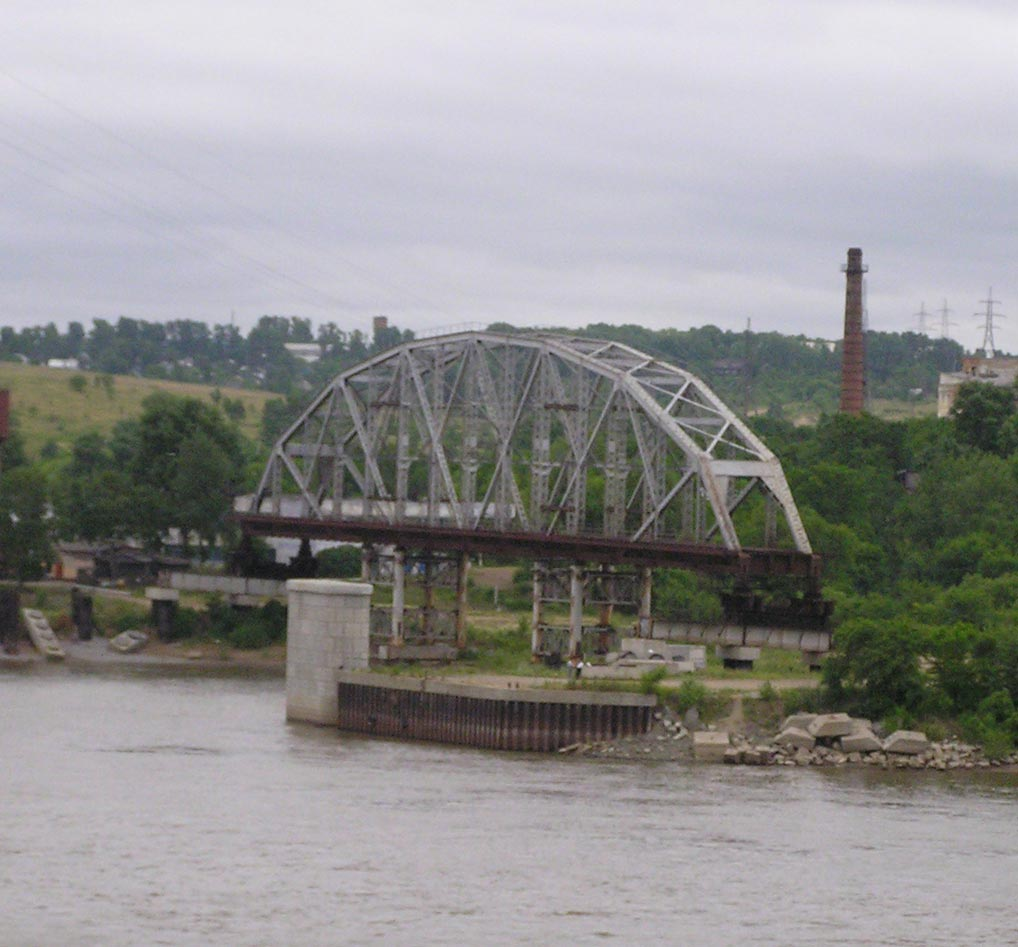
A régi híd maradványai
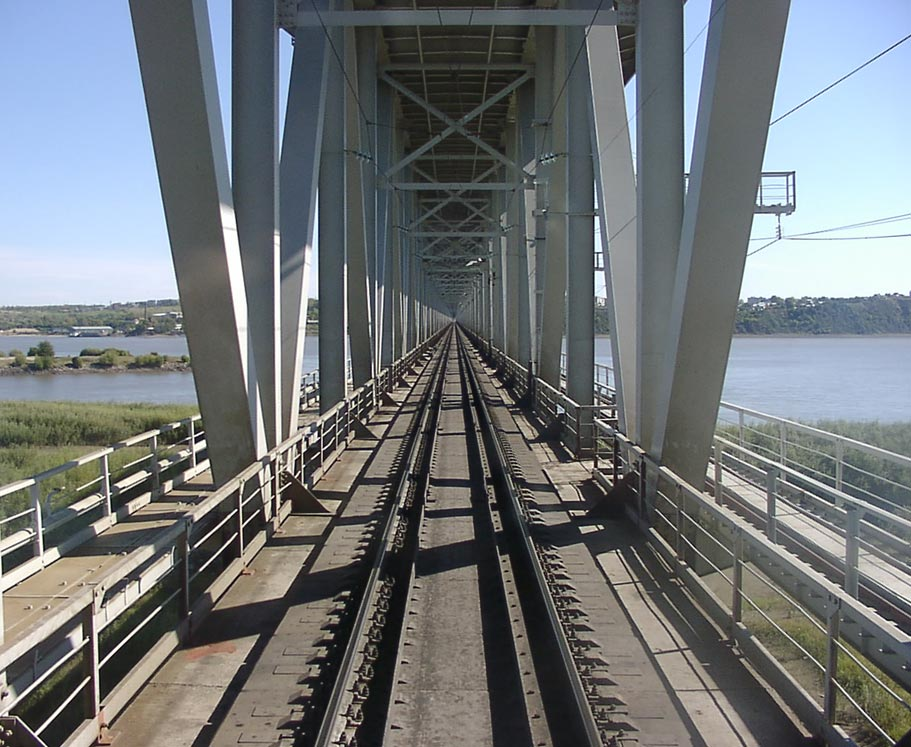
A vasúti pálya a híd alsó részén
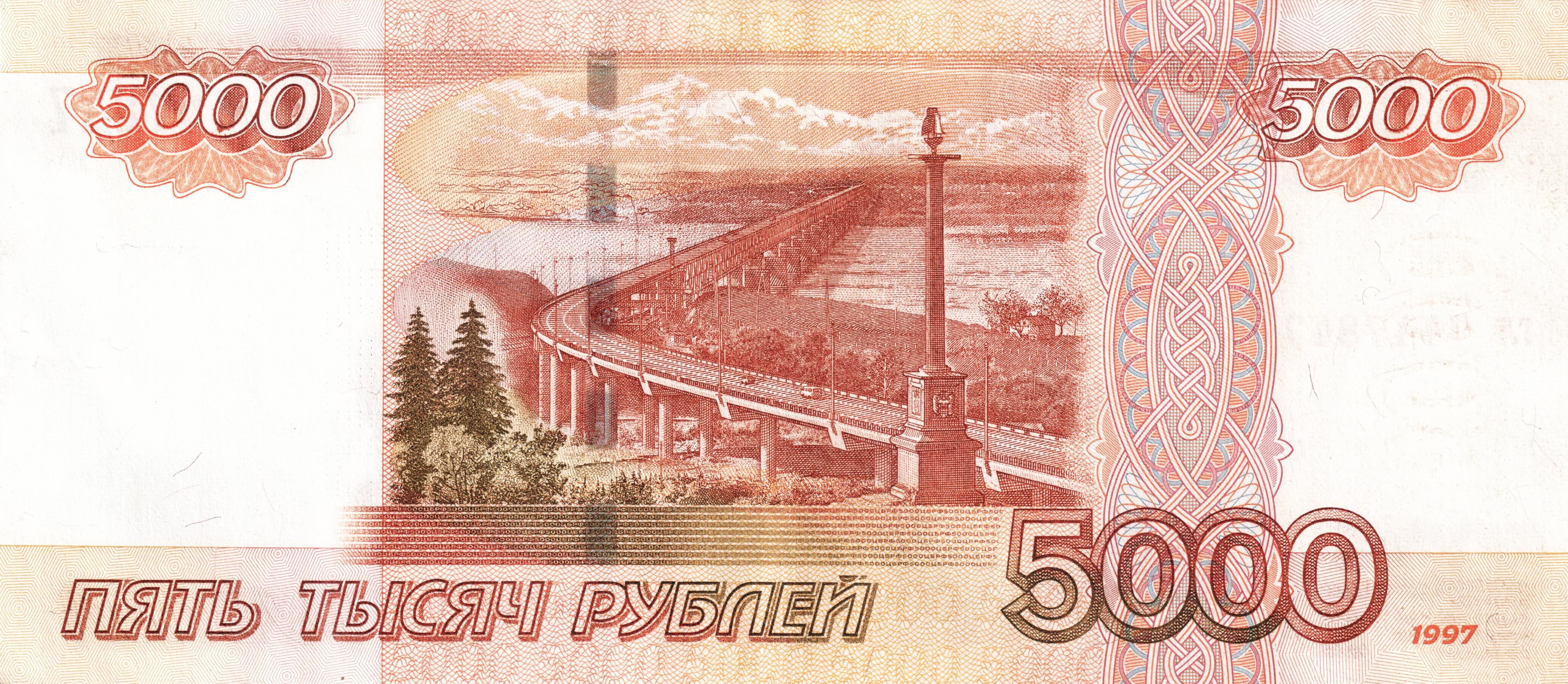
A híd az 5000 rubeles bankjegy hátoldalán (1997)

## Külső hivatkozások
- Khabarovsk Bridge (oroszul)